# NGC 295
NGC 295 is een niet-bestaand object in het sterrenbeeld Vissen dat beschreven wordt in de New General Catalogue.
NGC 295 werd op 26 oktober 1872 gelokaliseerd door de Schotse astronoom Ralph Copeland.